# Back in Business
Back in Business este al cincilea album al formației Timpuri Noi. Discul conține patru piese noi, șase piese vechi reinterpretate și șapte remixuri ale unor artiști precum Gojira & Kosak, Brazda lui Novac și alții. Au fost filmate două videoclipuri la piese de pe acest disc: unul pentru „Umbrela”, urmat de unul pentru balada „Tata”, amândouă fiind rulate sporadic la posturile TV muzicale românești.

## Lista melodiilor
1. Umbrela
2. Rock'n Roll
3. Asteroidul
4. Tata
5. Vecina
6. Emigrant U.S.A.
7. Victoria
8. Veta
9. Luca
10. Adeline
11. Adeline (Gojira & Kosak Remix)
12. Vecina (Gojira & Kosak Remix)
13. Tanța (Dan Handrabur Remix)
14. Nămol (Rolf Remix)
15. Luca (Brazda lui Novac Remix)
16. Stan (Lucian Stan remix)
17. Adeline (Michi Remix)

## Personal
- Dan Iliescu – chitară, voci secundare
- Adrian Pleșca Artan – voce
- Silviu Sanda – bas
- Andrei Bărbulescu – tobe

Muzică: Dan Iliescu (piesele 1-10), Mircea Capota (5)

Texte: Dan Iliescu (1-5, 7-10), Adrian Pleșca (3), Florin Dumitrescu (6) 